# Symfoni nr 3 (Henze)
Symfoni nr 3 av Hans Werner Henze komponerades mellan 1949 och 1950. 

## Bakgrund
Den hade premiär 7 oktober 1951 på Donaueschingen Festival av Stuttgarts Radiosymfoniker dirigerad av Hans Rosbaud.

## Struktur och stil
Symfonin är komponerad för piccolaflöjt, 2 tvärflöjter, 2 oboer, engelskt horn, 2 klarinetter, basklarinett, tenorsaxofon, 2 fagotter, kontrafagott, 4 valthorn, 4 trumpeter, 3 tromboner, tuba, slagverk (4 musiker), harpa, celesta, piano och stråkar.
Den består av tre satser:
1. Anrufung Apolls (Åkallan av Apollon)
2. Dithyrambe (Dityramb)
3. Beschwörungstanz (Besvärjelsedans)

Ett vanligt uppförande varar omkring 25 minuter.
Den första satsen är i stort sett uppdelad i tre sektioner. Den första är tyst, med flöjter, basklarinett, fagotter och horn, som utvecklas till fanfarer från bleckblåsarna. Detta leder in i den andra sektionen, en snabb och accelererande Passacaglia. Efter ett klimax återvänder den tysta stämningen i början.
Den andra satsen innehåller hornteman från den första som ramar in en Andantino-sektion med harpan, som i sin tur ramar in en bred psalmliknande mittdel.
Den sista satsen har beskrivits som "vild, nästan orgiastisk [och] dansbaserad". Rytmer av 3/4 och 3/8 råder och stämningen avbryts bara kort av en lugn och kanonisk episod omedelbart före det "rasande" slutet.
Henze själv sa att symfonin är ett försök att "skilja termen 'symfoni' från idén om klassiska eller romantiska former" och har en "grundligt hednisk atmosfär".

## Mottagande
Uruppförandet på Donaueschingen möttes med bestörtning från några av Henzes kollegor. Enligt Henze "var vissa människor inte särskilt nöjda med att arbetet misslyckades med att följa Darmstadtskolans modernistiska eklekticism."

## Balett
1951 koreograferade Peter van Dijk satsen Anrufung Apolls till en balettkväll dirigerad av Henze den 28 oktober 1951 som en del av festivalen Tysk-franska kulturdagarna i Wiesbaden.

## Inspelningar
- American Symphony Orchestra records - American Symphony Orchestra dirigerad av Leon Botstein
- Deutsche Grammophon/Brilliant Classics - Berlinerfilharmonikerna dirigerad av kompositören
- Wergo - Berlins Radiosymfoniker dirigerad av Marek Janowski